# 日産プリンス愛媛販売
日産プリンス愛媛販売株式会社（にっさんぷりんすえひめはんばい）とは、愛媛県松山市に本社を置く、日産自動車の正規ディーラーである。
初代スカイライン及び初代スカイラインGT-Rから、歴代スカイラインを全て取り扱っている全国で7社しか無い旧プリンス自動車系販売会社。
日産自動車が四半期毎に実施する「日産販売会社お客様総合満足度調査」においては高い評価を得ている。
2013～14年度は中四国1位、2016年度下期は全国122社中1位を獲得。
また、最新の「日産お客様総合満足度調査」および「日産セールス部門お客様満足度調査」で全国122社中1位を獲得。（19年2月時点で最新の18年度第4四半期調査）

## 沿革
- 1947年（昭和22年）6月1日 - 源流会社「高岡自動車」創業。
- 1960年（昭和35年）6月3日 - 愛媛プリンス自動車株式会社設立。
- 1965年（昭和40年）9月1日 - （旧）日産プリンス愛媛販売株式会社に商号変更。
- 1986年（昭和61年）12月1日 - 営業をエヌピー愛媛株式会社に譲渡し同社の商号を（新）日産プリンス愛媛販売株式会社に商号変更。旧会社は株式会社タカオカエンタープライズに商号変更。

## 支店
- 松山支店
  - 日産公式GT-Rハイパフォーマンスセンター
  - 旧ルノー愛媛パドック[2]
- 今治支店
- 新居浜支店
- 大洲支店
- 宇和島支店
- 本社中古車センター
- カーパレス松山（中古車販売）